# Kid Loco
Kid Loco – pseudonim artystyczny Jean-Yvesa Prieura, francuskiego muzyka, didżeja i producenta muzycznego, znanego z albumu A Grand Love Story (1997).

## Życie i twórczość
Jean-Yves Prieur w wieku 13 lat zaczął grać na gitarze. Na początku lat 80. występował w kilku francuskich grupach punkowych. Pod koniec dekady zajął się produkcją. Wstąpił do zespołu Mega Reefer Scratch, grającego w stylu reggae i hip-hop. Zespół podpisał kontrakt z Sony Music i w 1991 roku nagrał swój pierwszy (i jak się wkrótce okazało – ostatni) album Honky Duszy Times, po czym, zaledwie dwa miesiące po jego wydaniu, rozpadł się; jego członkowie poszli własnymi drogami, podając jako powód rozpadu nie dające się pogodzić różnice artystyczne. Jean-Yves Prieur założył następny zespół, ale i jego działalność zakończyła się niepowodzeniem; nie udało mu się nawet wydać nagranego albumu Catch My Soul.
W 1996 roku Jean-Yves Prieur zbudował własne studio, przyjmując zarazem pseudonim artystyczny Kid Loco. W tym samym roku pod szyldem wytwórni Yellow Productions wydał mini-album Blues Project.
W 1997 roku po pierwszy znalazł się w centrum uwagi głównego nurtu francuskiej scenie muzycznej za sprawą swego albumu A Grand Love Story, który stał się nie tylko jego najbardziej znanym albumem do tej pory, ale także jego największym komercyjnym sukcesem; został sprzedany w ilości około 20 000 egzemplarzy do tej pory we Francji i prawie 35 000 egzemplarzy za granicą). Dzięki temu albumowi zyskał popularność w Europie i Japonii. Stał się jednym z najmodniejszych didżejów Paryża. Wdarł się przebojem na francuską scenę muzyczną ze swoimi łagodnymi utworami, będącymi połączeniem trip hopowych rytmów z dźwiękami spod znaku easy listening.
Współpracował z Sarah Cracknell z zespołu Saint Etienne przy nagraniu utworu „The Man I Love” z albumu Red Hot + Rhapsody, wydanego w hołdzie Gershwinowi. Dokonał remiksów nagrań takich wykonawców jak: Stereolab, Pulp, Mogwai, High Llamas, Dimitri from Paris i Talvin Singh, które między innymi znalazły się na wydanym w 1999 roku albumie Jesus Life for Children Under 12 Inches. Dokonał remiksu własnego albumu A Grand Love Story, który pod nazwą Prelude To A Grand Love Story ukazał się w tym samym roku w Stanach Zjednoczonych.

## Dyskografia

### Albumy
- 1996 – Blues Project[3]
- 1997 – A Grand Love Story
- 1999 – Prelude To A Grand Love Story
- 2001 – Kill Your Darlings
- 2005 – The Graffiti Artist (Original Soundtrack)
- 2008 – Party Animals & Disco Biscuits
- 2011 – Confessions Of A Belladonna Eater

### Kompilacje
- 1999 – Jesus Life for Children Under 12 Inches[4]
- 2004 – OuMuPo 4
- 2007 – The Italian Job
- 2009 – The Remix Album
- 2009 – Kid Loco (promo)

### Miksy DJ
- 1999 – DJ Kicks[5]
- 2003 – Another LateNight
- 2010 – Trip-Hop Classics (2xCD)

### Single
- 1997 – „She's My Lover”  (EP)[6]
- 1997 – „The Real Pop Porn Blue Sound”
- 1997 – „More Real Pop Porn Blue Sound”
- 1998 – „Love Me Sweet”
- 1998 – „Relaxin' With Cherry”
- 1999 – „DJ-Kicks” (EP)
- 2001 – „The Love & Dope & etc. Dream Suite”
- 2001 – „Kid Loco V/S Kid Loco: „Farfisa Punk And The Partisan Funk Kool Band” (CD-ROM, singiel, mixed, promo)
- 2001 – „Here Come The Munchies”/„Crackdown”
- 2001 – „A Little Bit of Soul”
- 2003 – „Paralysed"(Another LateNight)”
- 2006 – Jarvis Cocker & Kid Loco: „I Just Came To Tell You That I'm Going” (CDr, promo)
- 2009 – „Confessions”/Oh Lord” (promo)
- 2012 – „My Daddy Waza”
- 2012 – Louise Quinn & Kid Loco: „Oh Jackie”